# Institut universitaire du Québec
Pour les articles homonymes, voir ITIS.
L'Institut universitaire du Québec est aussi, depuis 2005, l’Institut Technologies de l’information et Sociétés (ITIS). Créé à l’Université Laval, il a en particulier mission de valoriser et diffuser des connaissances, concevoir des programmes de formation continue, réaliser des projets de recherches appliquées en matière de technologie de l'information.
L’Institut favorise aussi la collaboration interdisciplinaire et tisse des liens entre la communauté universitaire et ses partenaires externes. Ses activités créent des occasions d’affaires et favorisent le progrès des Technologies de l’information, tant sur le campus qu’à l’extérieur.